# Дмитриенко, Тамара Григорьевна
Тамара Григорьевна Дмитриенко — советский хозяйственный, государственный и политический деятель, Герой Социалистического Труда.

## Биография
Родилась в 1934 году в посёлке Шакша Уфимского района (ныне — Уфа). Член КПСС.
С 1952 года — на хозяйственной, общественной и политической работе. В 1952—1990 гг. — доярка на племенной ферме учебно-опытного хозяйства «Коммунар» Крымского сельскохозяйственного института имени Калинина в Симферопольском районе Крымской области Украинской ССР.
Указом Президиума Верховного Совета СССР от 22 марта 1966 года за достигнутые успехи в развитии животноводства, увеличении производства и заготовок мяса, молока, яиц, шерсти и другой продукции присвоено звание Героя Социалистического Труда с вручением ордена Ленина и золотой медали «Серп и Молот».
Умерла в пгт Молодёжное Симферопольского района в 2006 году.